# Kisilbaschi

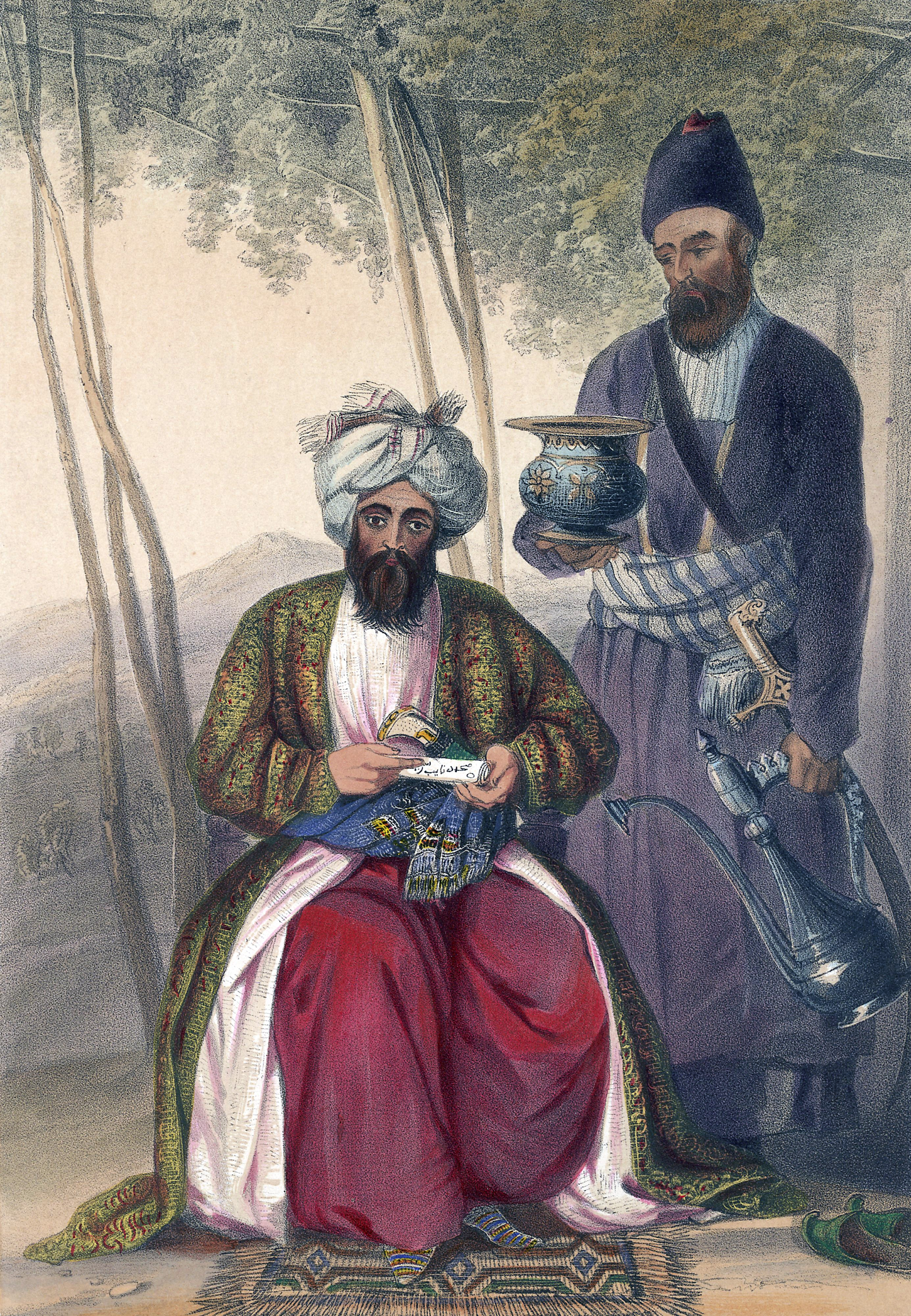
Mohammad Naib Sharif, ledare för kisilbaschierna i Afghanistan under Första afghankriget 1839-42.

Kisilbaschi eller Kizilbaschi (turkiska för "rödhuvud") kallades anhängarna till det religiösa shiitiska brödraskap bland safaviderna som hade uppstått i Iran kring schejk Safi al-Din (död 1334).  Benämningen hänsyftar på huvudbonaden, turbanen, som dessa använde.
I Turkiet kallar sunniterna nedsättande de shiitiska aleviterna 'kisilbaschi'.